# Йоакім (принц Данський)
Йоакім Данський (дан. Joachim, prins til Danmark), повне ім'я Йоакім Гольґер Вальдемар Крістіан (дан. Joachim Holger Waldemar Christian, нар. 7 червня 1969) — принц Данський з династії Глюксбургів, граф Монпеза, молодший син колишньої королеви Данії Маргрете II та принца-консорта Генріка. Займає п'яте місце в порядку престолонаслідування данського трону.

## Біографія
Йоакім народився 7 червня 1969 року у Копенгагені. Він став другим сином в родині кронпринцеси Данії Маргрете та французького графа Анрі де Лабор де Монпеза, який після одруження із нею став принцом Генріком Данським, має старшого на рік брата Фредеріка. Країною в цей час правив їхній дід Фредерік IX. 1972 він помер, і Маргрете посіла данський престол.
У 1974—1976 Йоакім здобував освіту вдома, в королівському палаці Амалієнборг, після чого, до 1982 навчався у загальноосвітній копенгагенській школі Krebs' Skole. 1982—1983 роки принц провів у школі-інтернаті Ècol des Roches в Нормандії. Згодом продовжив здобувати знання на батьківщині в гімназії Øregård Gymnasium, яку закінчив 1986-го. По отриманні атестату працював рік на приватній фермі в Австралії.
1987-го вступив до армії, поступивши рекрутом до лав полку Її Величності. Наступного року отримав звання сержанта, а ще через рік — лейтенанта запасу. 1989—1990 — був командиром танкового взводу. Від 1990-го Йоакім був першим лейтенантом запасу.
У 1991—1993 роках він вивчав аграрну економіку у Den Classenske Agerbrugskole Næsgaard. Разом з тим, принц отримав звання капітана у 1992.
Після закінчення навчання, у 1993—1995 роках стажувався у філіалах данської компанії A.P. Moller-Maersk Group у Франції та Гонконгу. Там Йоакім познайомився із Александрою Крістіною Менлі, яка незабаром стала його дружиною.
У віці 26 років принц взяв за дружину 31-річну Александру Менлі. Вінчання відбулося 18 листопада 1995 року у каплиці замку Фредеріксборг в Гіллереді. У подружжя народилося двоє синів.
У вересні 2004 подружжя стало жити окремо, а за пів року — офіційно розлучилося. Між ними збереглися теплі та дружні відносини. Сини залишилися з Йоакімом, однак батьки мають спільну опіку над ними. 3 березня 2007 Александра вийшла заміж вдруге.
3 жовтня 2007 було оголошено про заручини принца Йоакіма та француженки Марі Кавальє. Весілля відбулося 24 травня 2008 у церкві містечка Møgeltønder, поблизу маєтку нареченого Шакенборг. У подружжя народилося двоє дітей.
До літа 2014 року резиденцією родини був замок Шакенборг в Південній Ютландії, наразі мешкають в Амалієнборгу.

## Родина
Дружина — Олександра Фредеріксборзька
Діти:
- Миколай (нар.1999)
- Фелікс (нар.2002)

Дружина —  Марі Кавальє
Діти:
- Генрік (нар.2009)
- Афіна (нар.2012)

## Нагороди
- Кавалер ордену Слона (Данія);
- Великий командор ордену Данеброг (Данія);
- Пам'ятна медаль «Срібний ювілей королеви Маргарет II» (Данія) (14 січня 1997);
- Пам'ятна медаль «75 років принцу-консорту Генріку» (Данія) (11 червня 2009);
- Пам'ятна медаль «70 років королеві Маргарет II» (Данія) (16 квітня 2010);
- Пам'ятна медаль «Рубіновий ювілей королеви Маргарет II» (Данія) (14 січня 2012);
- Великий хрест ордену Корони (Бельгія);
- Великий хрест ордену Південного Хреста (Бразилія);
- Орден «Стара Планіна» 1 ступеня з мечами (Болгарія), (2006);
- Великий хрест ордену Білої троянди Фінляндії (Фінляндія);
- Великий хрест ордену «За заслуги перед Федеративною Республікою Німеччина» (Німеччина);
- Великий хрест ордену Фенікса (Греція);
- Велика лента ордену Хризантеми (Японія);
- Велика лента ордену Відродження (Йорданія);
- Великий хрест ордену Адольфа Нассау (Люксембург);
- Орден Трішакті Патта 1 класу (Непал);
- Великий хрест ордену Святого Олафа (Швеція);
- Великий хрест ордену Зірки Румунії (Румунія);
- Командор великого хреста ордену Полярної зірки (Швеція).